# Ендова (строительство)

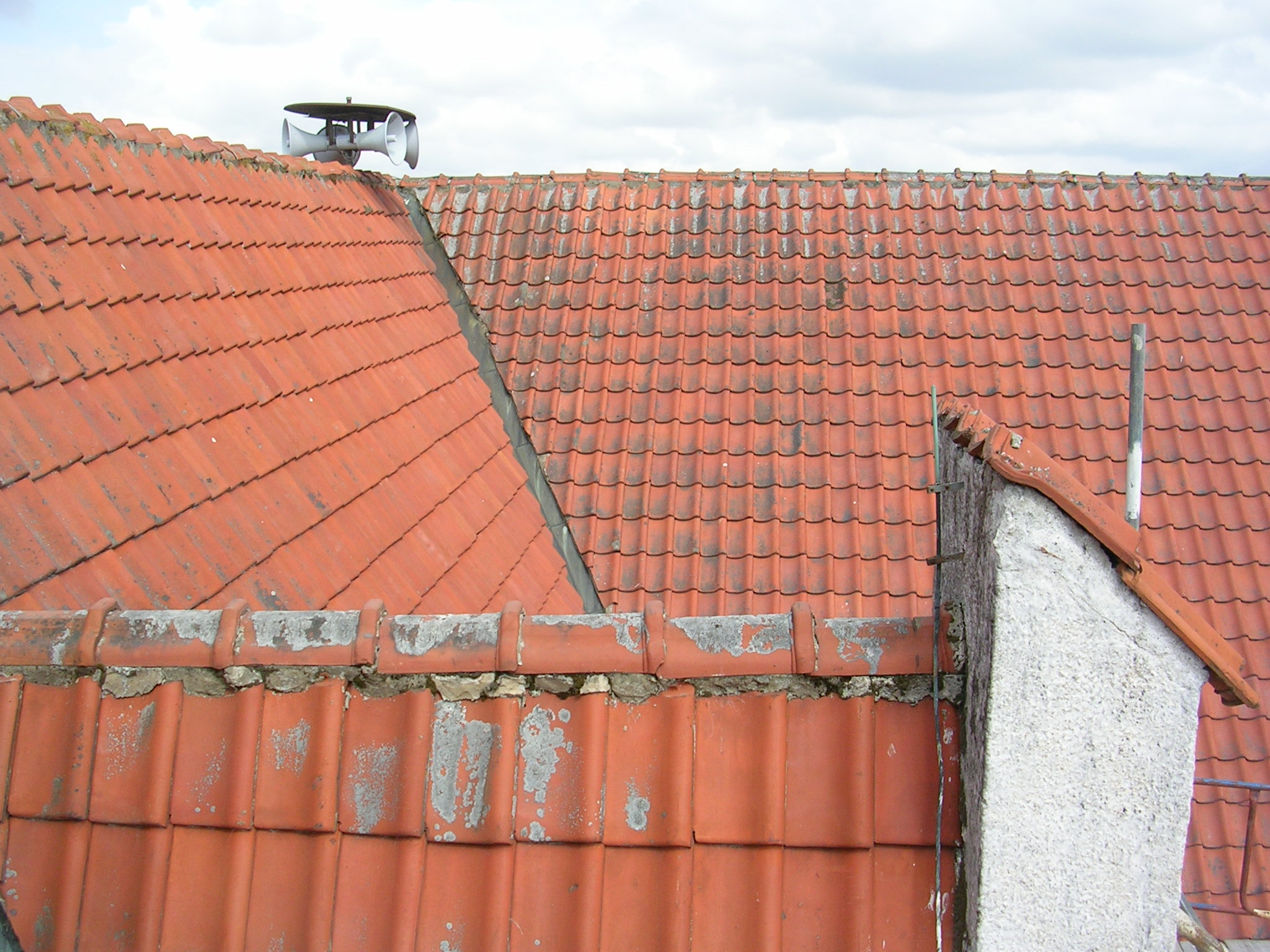
Ендова на черепичной кровле

Ендова́ — конструктивный элемент кровли, внутренний угол, образующийся в месте стыковки двух скатов или прилегающей к кровельному покрытию стены здания. Является одним из ключевых узлов в устройстве всей кровельной системы.
В ендову сходятся и по ней отводятся атмосферные осадки, попавшие на образующие её скаты, что подвергает ендову значительным нагрузкам. Она больше и дольше других частей кровли испытывает климатическое воздействие: стекание воды, скопление снега, на солнечной стороне — усиленное воздействие солнечного света. Эти факторы предъявляют повышенные требования как к кровельному материалу, так и к качеству изготовления самой ендовы.
Её проектированию и устройству всегда уделяется особое внимание. Любая ошибка в изготовлении может привести к существенному ущербу — от интенсивных протечек, до полного обрушения конструкции в результате, например, скопления снега.

## Виды конструкций ендов
Ендовы кровли чаще всего изготавливают из листа металла в виде планок.
По собственным конструктивным особенностям ендовы подразделяются на:
- нижние планки;
- верхние планки.

Планка ендовы нижней: необходима для установки в местах стыков отрицательных углов, обеспечивает надёжность и герметичность, защищает стык от попадания воды в подкровельное пространство. Устанавливается до укладки листов металлочерепицы или профнастила.
Нижнюю планку изготавливают из прочной оцинкованной стальной полоски. Края этой широкой фальшендовы загибают, чтобы вода не переливалась, а нижний её край располагают над карнизом.
Планка ендовы верхней: в основном служит декоративным элементом, придаёт эстетичный вид при стыке двух скатов крыши. Крепится сверху листов металлочерепицы или профнастила, обычно монтируется после полной укладки покрытия крыши.
Верхняя планка выступает над нижней на 15 или 20 сантиметров. Место крепления саморезом выбирается таким образом, чтобы не повредить середину нижней ендовы. Верхней ендове не обязательно быть прочной, она обычно изготавливается из материала кровли.
Чтобы ендова не провисала, под неё ставят сплошную обрешётку из обрезных досок, обработанных антисептиком. Это помогает конструкции выдерживать большие нагрузки (осадки, снег, лёд). В некоторых случаях на обрешётку настилают гидроизоляцию.